# 藤森照信
藤森 照信（ふじもり てるのぶ、1946年11月21日 - ）は、日本の建築史家、建築家（工学博士）。東京大学名誉教授、東北芸術工科大学客員教授。東京都江戸東京博物館館長。専門は、日本近現代建築史、自然建築デザイン。日本建築学会の建築歴史・意匠委員会委員を歴任。

## 経歴
- 1946年：長野県諏訪郡宮川村（現：茅野市）生まれ。
- 1965年：長野県諏訪清陵高等学校卒業。
- 1971年：東北大学工学部建築学科卒業（小田和正と同期で）。東京大学大学院工学系研究科（建築学専攻）へ進学して東京大学生産技術研究所で村松貞次郎に師事し、近代日本建築史を研究した。
- 1974年：堀勇良ら研究仲間と建築探偵団を結成。やがて全国の研究者と協働で各地に残る近代洋風建築の調査を行った。その過程で関東大震災後に多く建てられた一見洋風の店舗兼住宅群に着目し「看板建築」と命名した。
- 1979年：論文「明治期における都市計画の歴史的研究」により工学博士号を取得（後に『明治の都市計画』として刊行）。
- 1984年：この頃から一般誌向けに西洋館をテーマにした多くのエッセイを執筆し、写真家の増田彰久とコンビで多くの著作を出している。
- 1985年：東京大学生産技術研究所助教授に就任。
- 1986年：『建築探偵の冒険・東京篇』でサントリー学芸賞を受賞。赤瀬川原平、南伸坊らと路上観察学会を結成した。本業の建築史研究では、国内に留まらずアジア各国に研究のフィールドを広げるようになり、その成果が『全調査東アジア近代の都市と建築』（1996年）である。
- 1991年：神長官守矢史料館で建築家としてデビュー（藤塚光政『神長官守矢史料館』TOTO出版、1992年で紹介）。78代当主守矢早苗と藤森が幼馴染みという縁で、茅野市役所が藤森に設計依頼を持ちかけた。設計作品では自然素材を大胆に使う。
- 1997年：「赤瀬川原平邸に示されたゆとりとぬくもりの空間創出」で第29回日本芸術大賞（財団法人新潮文芸振興会）を受賞。自邸（タンポポハウス）なども話題になった。
- 1998年：東京大学生産技術研究所教授に昇格。日本近代の都市・建築史の研究（『明治の東京計画』及び『日本の近代建築』）により日本建築学会賞（論文）を受賞する。
- 2001年：熊本県立農業大学校学生寮で日本建築学会賞（作品賞）を受賞する。
- 2006年：9月開催の、第10回ヴェネツィア・ビエンナーレ建築展では日本館のコミッショナーを務めた。また、BSフジ『明治・大正・昭和の建築～日本の近代化遺産～』の番組解説、監修を務めた。
- 2010年：東京大学を定年退職。工学院大学教授に就任する。
- 2014年：工学院大学を定年退職。
- 2016年：竹内誠の後任により東京都江戸東京博物館館長に就任する。
- 2019年：工学院大学非常勤特任教授に就任。
- 2020年：「ラ コリーナ近江八幡 草屋根」で日本芸術院賞を受賞する[1]。

## その他
- 「辰野金吾の東京駅はアムステルダム中央駅を模倣したもの」とよく言われるが、藤森も『建築探偵雨天決行』において否定説を唱えている。
- 縄文建築団
  - 赤瀬川が命名した素人建築趣味集団。業者がなかなかやってくれない作業を、施主と藤森の知人たちが趣味で行う。主要メンバーは赤瀬川、南伸坊、谷口英久ら。

## 著書

### 単著
- 『明治の東京計画』岩波書店、1982年、博士論文。
  - 新版 岩波同時代ライブラリー、1990年、岩波現代文庫、2004年
- 『建築探偵の冒険・東京編』筑摩書房、1986年、ちくま文庫、1989年
- 『看板建築 下町商人の粋と見えの建築群』増田彰久写真、三省堂、1988年
- 『建築探偵東奔西走』増田彰久写真、朝日新聞社、1988年、朝日文庫、1997年
  - 『建築探偵雨天決行』増田彰久写真、朝日新聞社、1989年、朝日文庫、1997年
  - 『建築探偵神出鬼没』増田彰久写真、朝日新聞社、1990年、朝日文庫、1997年
  - 『建築探偵奇想天外』朝日文庫、1997年
- 『昭和住宅物語 初期モダニズムからポストモダンまで23の住まいと建築家』新建築社、1990年
- 『建築探偵日記 東京物語』王国社、1993年
  - 『完本・建築探偵日記 東京おんりい・いえすたでい』王国社、1999年
- 『日本の近代建築』岩波新書（上下）、1993年
- 『信州の西洋館』増田彰久写真、信濃毎日新聞社、1995年
- 『建築探偵の謎』増田彰久写真、王国社、1997年
- 『家をつくることは快楽である』王国社、1998年
- 『タンポポ・ハウスのできるまで』朝日新聞社、1999年、朝日文庫、2001年
- 『タンポポの綿毛』朝日新聞社、2000年
- 『天下無双の建築学入門』ちくま新書、2001年、ちくま文庫、2019年 ISBN 978-448043596-5
- 『建築探偵、本を伐る』晶文社、2001年
- 『藤森照信の特選美術館三昧』藤塚光政写真、TOTO出版、2004年
- 『人類と建築の歴史』ちくまプリマー新書、2005年 ISBN 978-448068712-8
- 『藤森照信建築』TOTO出版、2007年 ISBN 978-4-88706-283-2
- 『建築史的モンダイ』ちくま新書、2008年 ISBN 9784-480-06429-5
- 『ツバキ城築城記』日経BP社、2009年
- 『藤森照信、素材の旅』新建築社、2009年
- 『建築とは何か 藤森照信の言葉』エクスナレッジ、2011年
- 『フジモリ式建築入門』ちくまプリマー新書、2011年
- 『藤森照信の茶室学 日本の極小空間の謎』六耀社、2012年4月
  - 『茶室学講義 日本の極小空間の謎』角川ソフィア文庫、2019年
- 『銀座建築探訪』増田彰久写真、白揚社、2012年5月
- 『近代日本の洋風建築 開化篇』筑摩書房、2017年2月
- 『近代日本の洋風建築 栄華篇』筑摩書房、2017年3月
- 『藤森照信の建築探偵放浪記 風の向くまま気の向くまま』かんぽう、経済調査会、2018年
- 『藤森照信の住居の原点 人はどんな場所を欲するのか？』藤塚光政写真、ハースト婦人画報社、2017年
- 『藤森照信のクラシック映画館』青幻舎、2019年。中馬聰 写真
- 『藤森照信 現代住宅探訪記』世界文化社、2019年。秋山亮二・普後均 写真
- 『藤森照信 建築が人にはたらきかけること』のこす言葉・平凡社、2020年。佐野由佳構成・編
- 『藤森照信の現代建築考』下村純一 写真、鹿島出版会、2023年

### 共著・編著など
- 『明治の洋風建築 近代の美術』至文堂、1974年
- 『近代日本の異色建築家』近江栄共編、朝日選書、1984年
- 『アール・デコの館 旧朝香宮邸』増田彰久写真、三省堂、1984年、ちくま文庫、1993年
- 『東京のまちづくり 近代都市はどうつくられたか』小沢尚共著、彰国社、1986年
- 『路上観察学入門』赤瀬川原平、南伸坊共著、筑摩書房、1986年 ISBN 978-448002818-1、ちくま文庫、1993年
- 『東京路上博物誌』荒俣宏共著 鹿島出版会、1987年
- 『日本近代思想大系 19 都市建築』（校注）岩波書店、1990年
- 『東京たてもの伝説』森まゆみ共著、岩波書店、1996年
- 『藤森照信 野蛮ギャルド建築』TOTO出版 1998年。ギャラリー・間 企画・編
- 『藤森照信の原・現代住宅再見』全3巻、下村純一写真、TOTO出版、2002年
- 『歴史遺産 日本の洋館』全6巻、増田彰久 写真、講談社、2002-2003年
- 『丹下健三』新建築社（限定版解説）、2003年、ISBN 978-478690169-0
- 『藤森流 自然素材の使い方』彰国社、2005年

内田祥士、大嶋信道、入江雅昭、柴田真秀、西山英夫、桑原裕彰との共著 ISBN 978-4-39-500537-6
- 『藤森照信 対談集 21世紀建築魂』「建築のちから」INAX出版、2009年、ISBN 978-4-87275-156-7
- 『失われた近代建築』、1．都市施設編、2．文化施設編、写真増田彰久、講談社、2009-2010年
- 『図録「鹿鳴館の建築家ジョサイア・コンドル展」』鈴木博之・原徳三と監修、建築画報社、増訂版2009年
- 『日本建築集中講義』山口晃と共著、淡交社、2013年／中公文庫、2021年
- 『近代建築のアジア 歴史遺産 中国 1・2』写真増田彰久、柏書房、2014年
- 『日本木造遺産 千年の建築を旅する』写真藤塚光政、世界文化社、2014年
- 『探検！東京国立博物館』山口晃と共著、淡交社、2015年
- 『磯崎新と藤森照信の茶席建築談義』六耀社、2015年
- 『磯崎新と藤森照信のモダニズム建築談義』六耀社、2016年
- 『磯崎新と藤森照信の「にわ」建築談義』六耀社、2017年
- 『近代建築そもそも講義』大和ハウス工業総合技術研究所、新潮新書、2019年
- 『五十八さんの数寄屋』田野倉徹也と共著、鹿島出版会、2020年
- 『藤森照信作品集』写真 増田彰久、TOTO出版、2020年
- 『画文でわかるモダニズム建築とは何か』宮沢洋・画、彰国社、2022年

## 建築作品
| 竣工年 | 名称                                                       | 所在地                     | 国             | 用途           | 備考                   | 協働設計者                   |
| ------ | ---------------------------------------------------------- | -------------------------- | -------------- | -------------- | ---------------------- | ---------------------------- |
| 1991   | 神長官守矢史料館                                           | 長野県茅野市               | 日本           | 資料館         |                        | 内田祥士                     |
| 1995   | タンポポ・ハウス                                           | 東京都国分寺市             | 日本           | 専用住宅       |                        | 内田祥士                     |
| 1997   | ニラハウス・薪軒                                           | 東京都町田市               | 日本           | 専用住宅・茶室 |                        | 大嶋信道                     |
| 1997   | 浜松市秋野不矩美術館                                       | 静岡県浜松市               | 日本           | 美術館         |                        | 内田祥士                     |
| 1998   | 一本松ハウス                                               | 福岡県福岡市               | 日本           | 専用住宅       |                        | 大嶋信道                     |
| 1999   | ザ・フォーラム・炭軒                                       | 新潟県妙高市               | 日本           | 会議場・茶室   |                        | 桑原裕彰                     |
| 2000   | 熊本県立農業大学校学生寮                                   | 熊本県合志市               | 日本           | 共同住宅       |                        | 入江雅昭 他                  |
| 2000   | 赤瀬川家の墓                                               | 神奈川県鎌倉市             | 日本           | 墓             |                        | 大嶋信道                     |
| 2000   | ツバキ城                                                   | 東京都大島町               | 日本           | 店舗           | [ 注 2 ]               | 大嶋信道                     |
| 2001   | 不東庵工房                                                 | 神奈川県足柄下郡           | 日本           | 工房           |                        | 大嶋信道                     |
| 2003   | 一夜亭                                                     | 神奈川県足柄下郡           | 日本           | 茶室           |                        | 大嶋信道                     |
| 2003   | 庭瀬家の墓                                                 | 神奈川県鎌倉市             | 日本           | 墓             |                        | 大嶋信道                     |
| 2003   | 矩庵                                                       | 京都府京都市               | 日本           | 茶室           |                        |                              |
| 2004   | 高過庵                                                     | 長野県茅野市               | 日本           | 茶室           |                        |                              |
| 2005   | 養老昆虫館                                                 | 神奈川県箱根町             | 日本           | 専用住宅       |                        | 大嶋信道                     |
| 2005   | ラムネ温泉館                                               | 大分県竹田市               | 日本           | 温泉施設       |                        | 入江雅昭                     |
| 2006   | 茶室 徹                                                    | 山梨県北杜市               | 日本           | 茶室           |                        | 大嶋信道                     |
| 2006   | ヴェネツィア・ビエンナーレ 第10回国際建築展 日本館会場構成 | ヴェニス                   | イタリア       | 展覧会会場構成 | 現存せず               |                              |
| 2006   | ねむの木こども美術館 どんぐり                              | 静岡県掛川市               | 日本           | 美術館         |                        | 内田祥士                     |
| 2006   | 玄庵                                                       | 長野県茅野市               | 日本           | 専用住宅改修   |                        |                              |
| 2007   | 焼杉ハウス・松軒                                           | 長野県長野市               | 日本           | 専用住宅・茶室 |                        | 川上恵一                     |
| 2008   | コールハウス                                               | 栃木県宇都宮市             | 日本           | 専用住宅       |                        | 速水清孝                     |
| 2009   | ROOF HOUSE                                                 | 滋賀県近江八幡市           | 日本           | 専用住宅       |                        | 中谷弘志                     |
| 2009   | チョコレートハウス                                         | 東京都国分寺市             | 日本           | 専用住宅       |                        | 大嶋信道                     |
| 2009   | Black Teahouse                                             | メルボルン                 | オーストラリア | 茶室           |                        | 坂口潤                       |
| 2010   | 入川亭・忘茶舟                                             | 新竹縣                     | 台湾           | 茶室           |                        |                              |
| 2010   | ビートルズハウス                                           | ロンドン                   | イギリス       | 茶室           |                        | 速水清孝                     |
| 2010   | 空飛ぶ泥舟                                                 | 長野県茅野市               | 日本           | 茶室           |                        |                              |
| 2012   | はま松ハウス                                               | 静岡県浜松市               | 日本           | 専用住宅       |                        | 大嶋信道                     |
| 2012   | 鸛庵                                                       | ライディング               | オーストリア   | 茶室           |                        |                              |
| 2012   | ウォーキング・カフェ                                       | ミュンヘン                 | ドイツ         | 茶室           |                        |                              |
| 2013   | 老懂軒                                                     | 宜蘭県                     | 台湾           | 茶室           |                        |                              |
| 2014   | トタンの家                                                 | 東京都国分寺市             | 日本           | ギャラリー     |                        | 大嶋信道                     |
| 2014   | 神勝寺寺務所 松堂                                          | 広島県福山市               | 日本           | 寺務所         |                        | 大嶋信道                     |
| 2014   | 望北茶亭                                                   | 台北                       | 台湾           | 茶室           |                        |                              |
| 2015   | 草屋根                                                     | 滋賀県近江八幡市           | 日本           | 店舗           |                        | 中谷弘志                     |
| 2016   | 多治見市モザイクタイルミュージアム                         | 岐阜県多治見市             | 日本           | 博物館         |                        | エイ・ケイ＋エース設計共同体 |
| 2016   | 銅屋根                                                     | 滋賀県近江八幡市           | 日本           | オフィス       |                        | 中谷弘志                     |
| 2016   | 栗百本                                                     | 滋賀県近江八幡市           | 日本           | 店舗           |                        | 中谷弘志                     |
| 2017   | 白金の家                                                   | 東京都港区                 | 日本           | 共同住宅改修   |                        | 島田宇啓                     |
| 2017   | せん茶                                                     | 茨城県水戸市               | 日本           | 茶室           |                        |                              |
| 2017   | 低過庵                                                     | 長野県茅野市               | 日本           | 茶室           |                        |                              |
| 2019   | e.(イードット)本店                                         | 東京都台東区               | 日本           | 店舗           |                        |                              |
| 2021   | 高部公民館                                                 | 長野県茅野市               | 日本           | 公民館         |                        | 吉川一久                     |
| 2021   | 五庵                                                       | 東京都渋谷区 →長野県茅野市 | 日本           | 茶室           | パビリオン、その後移築 | 大嶋信道/大内田史郎研究室    |
| 2023   | 小泊Fuji                                                   | 長野県富士見町             | 日本           | 宿泊施設       |                        |                              |
| 2024   | 古過庵                                                     | 長野県茅野市               | 日本           | 竪穴住居       |                        |                              |

## ギャラリー

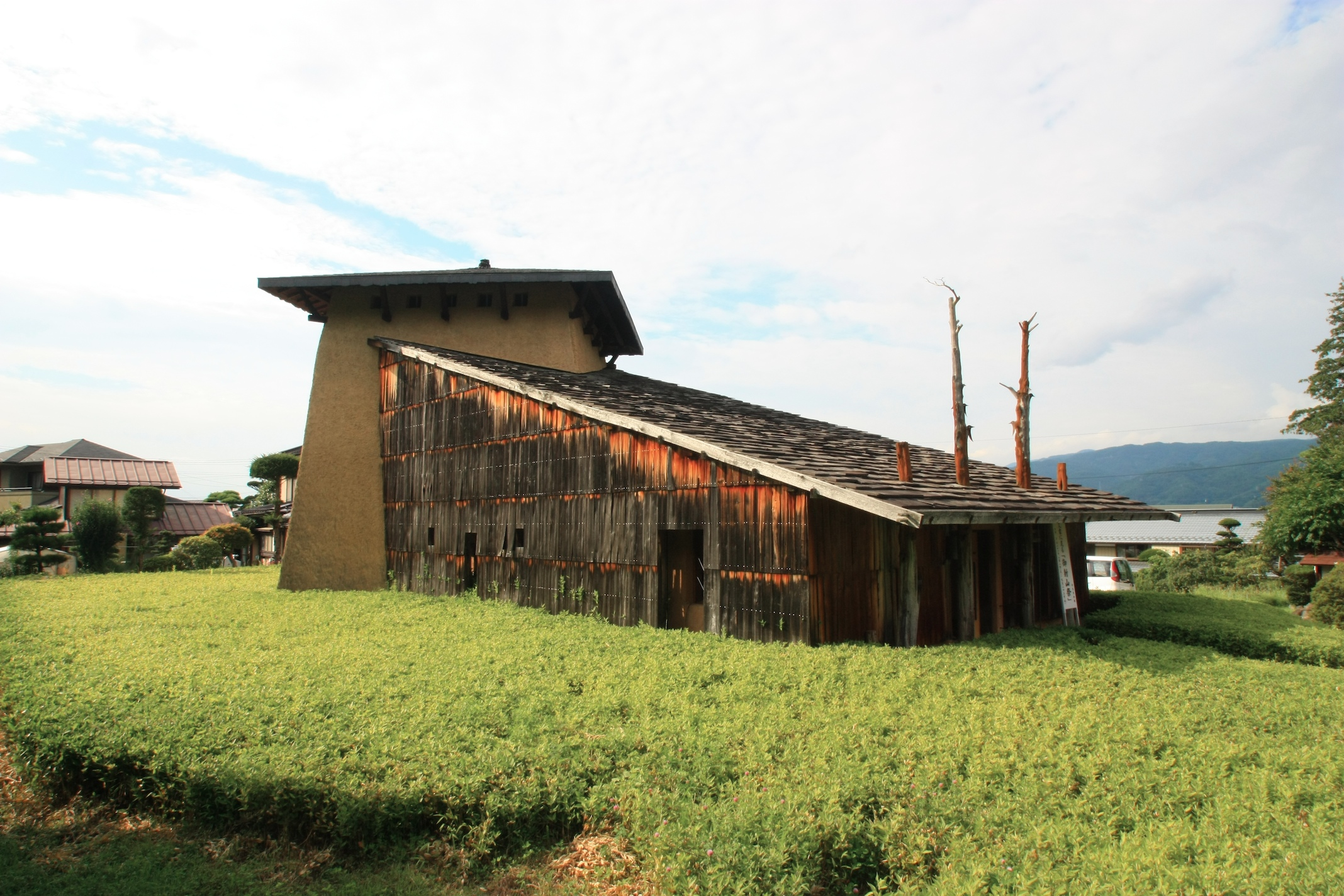
神長官守矢史料館
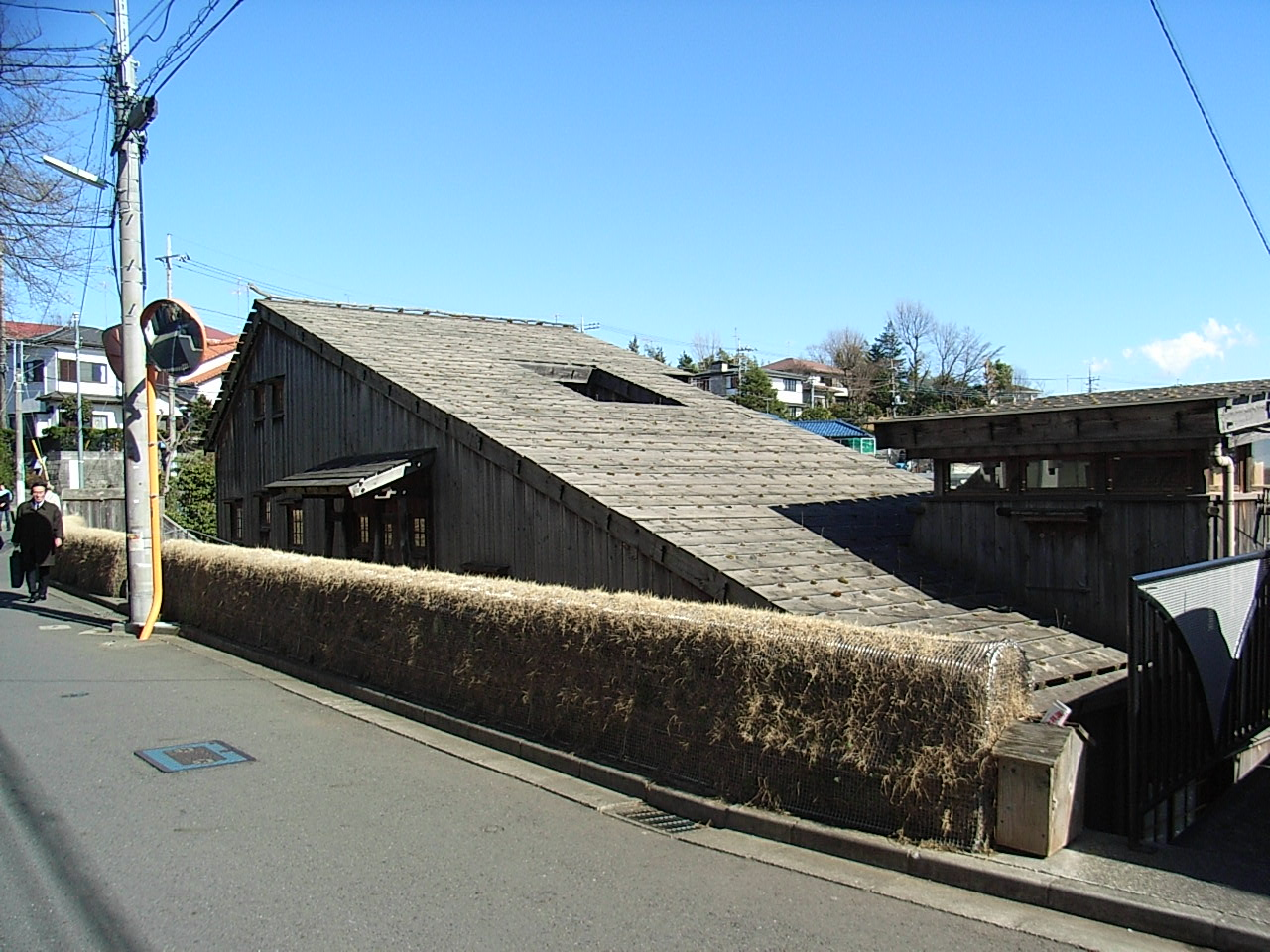
ニラハウス
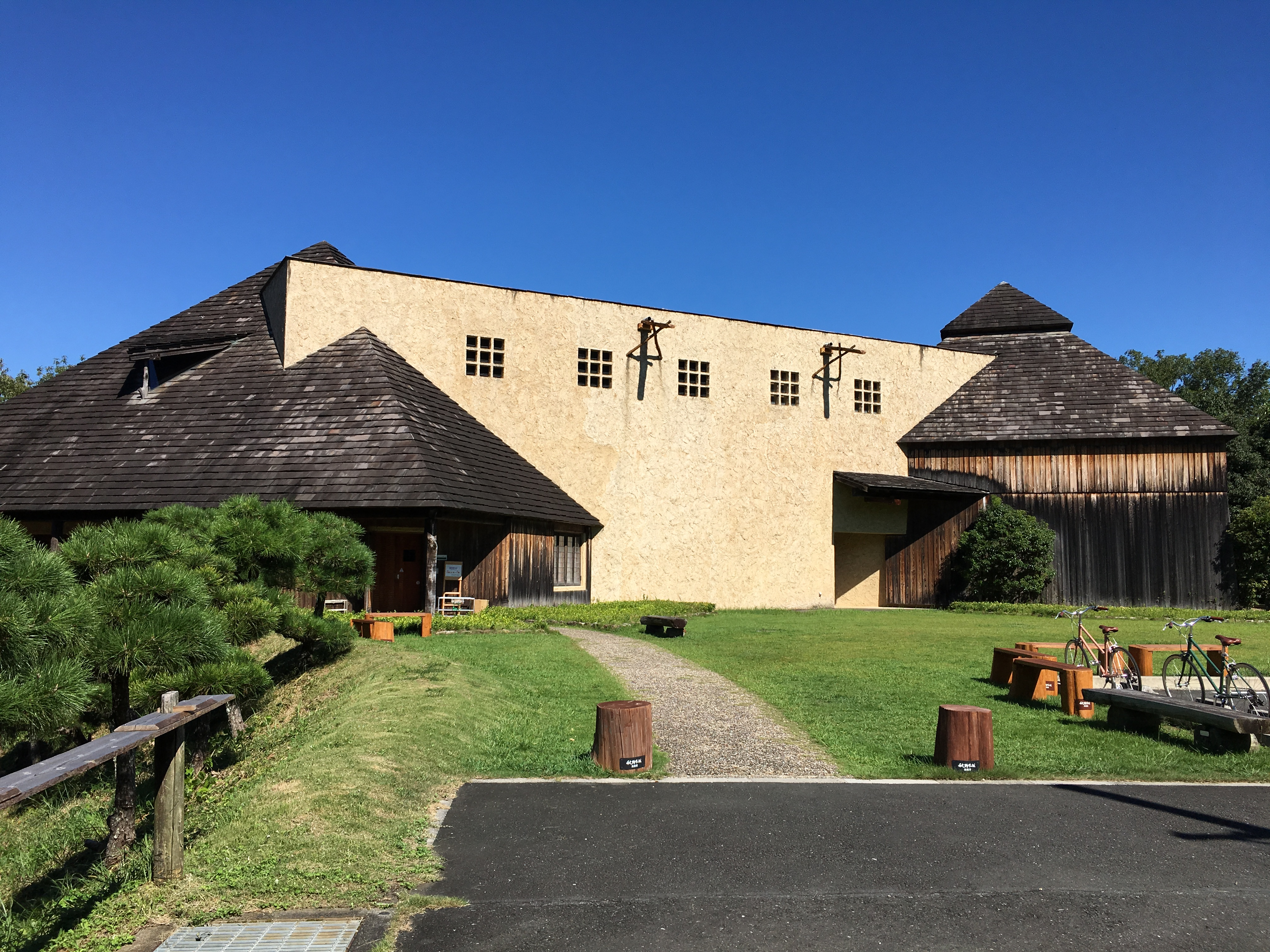
浜松市秋野不矩美術館
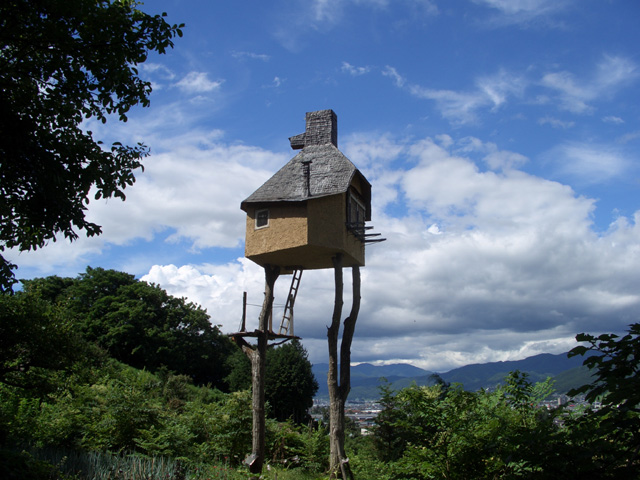
高過庵
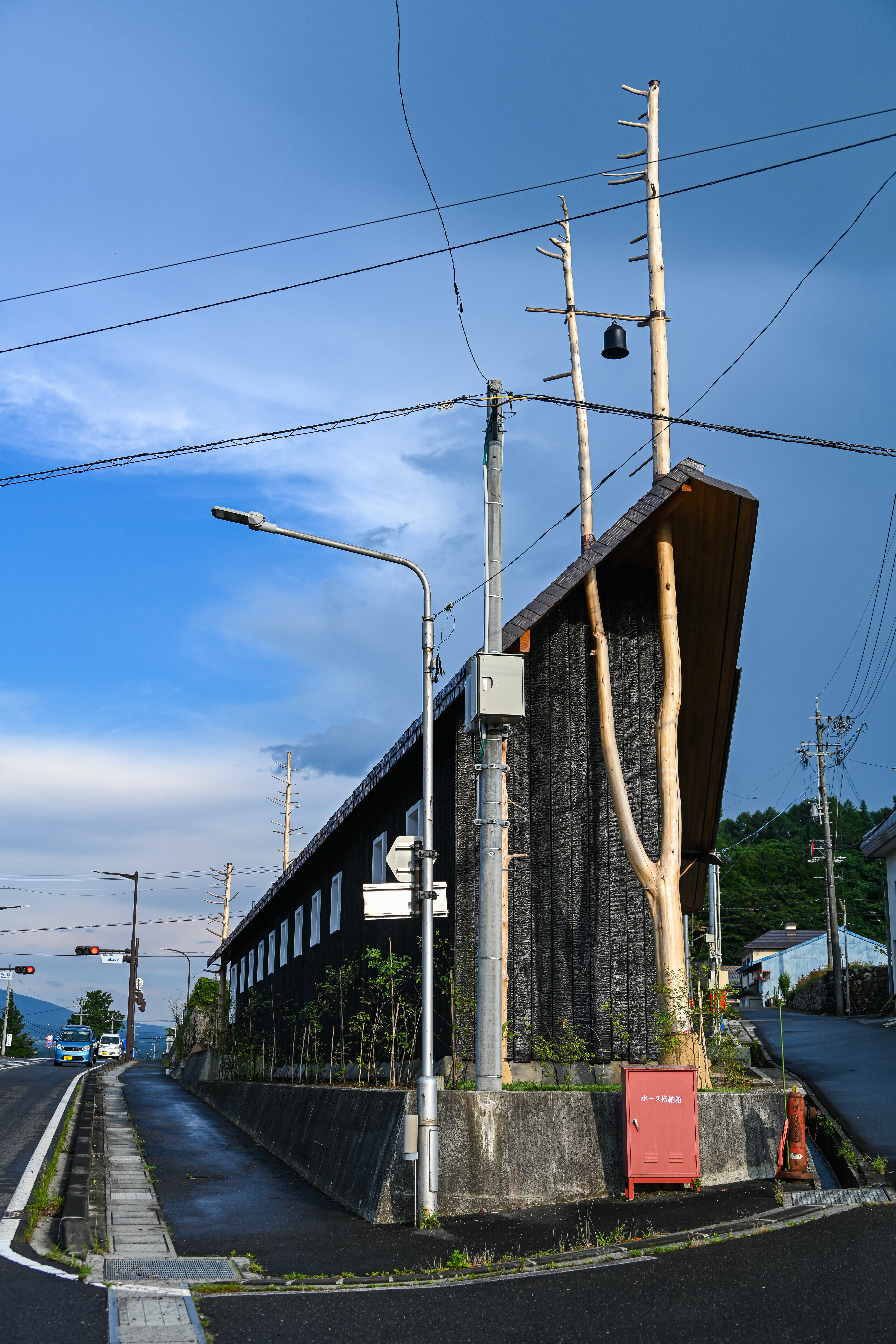
高部公民館
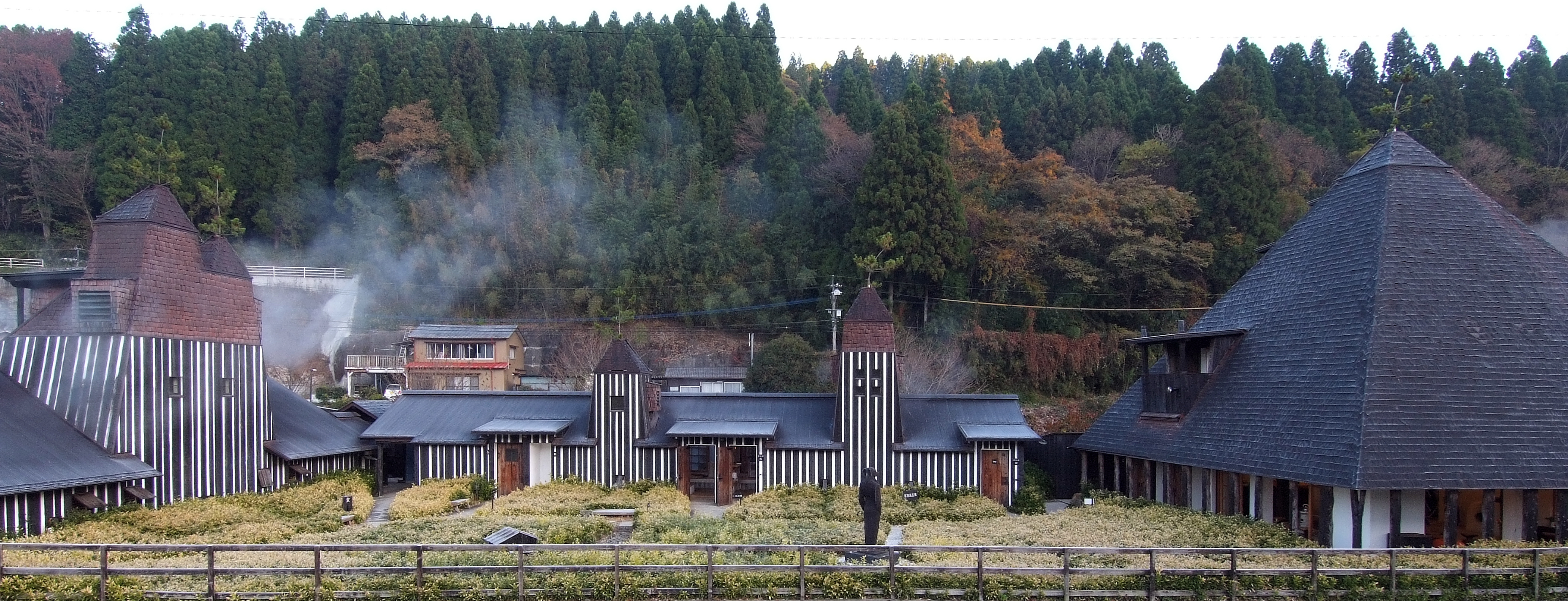
ラムネ温泉館
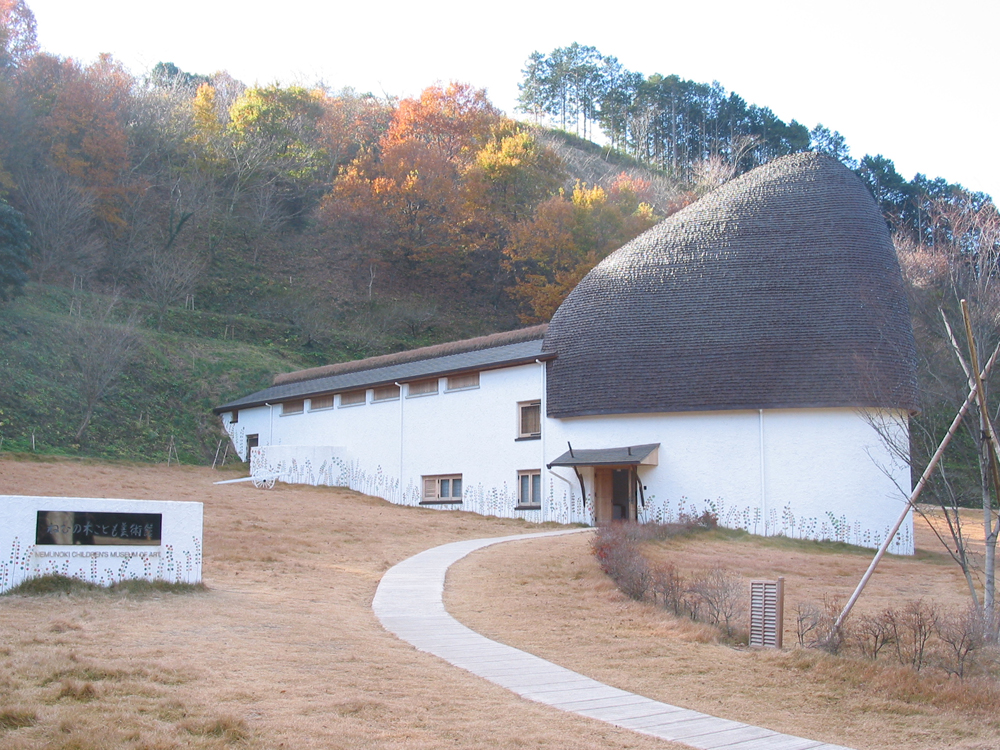
ねむの木こども美術館どんぐり
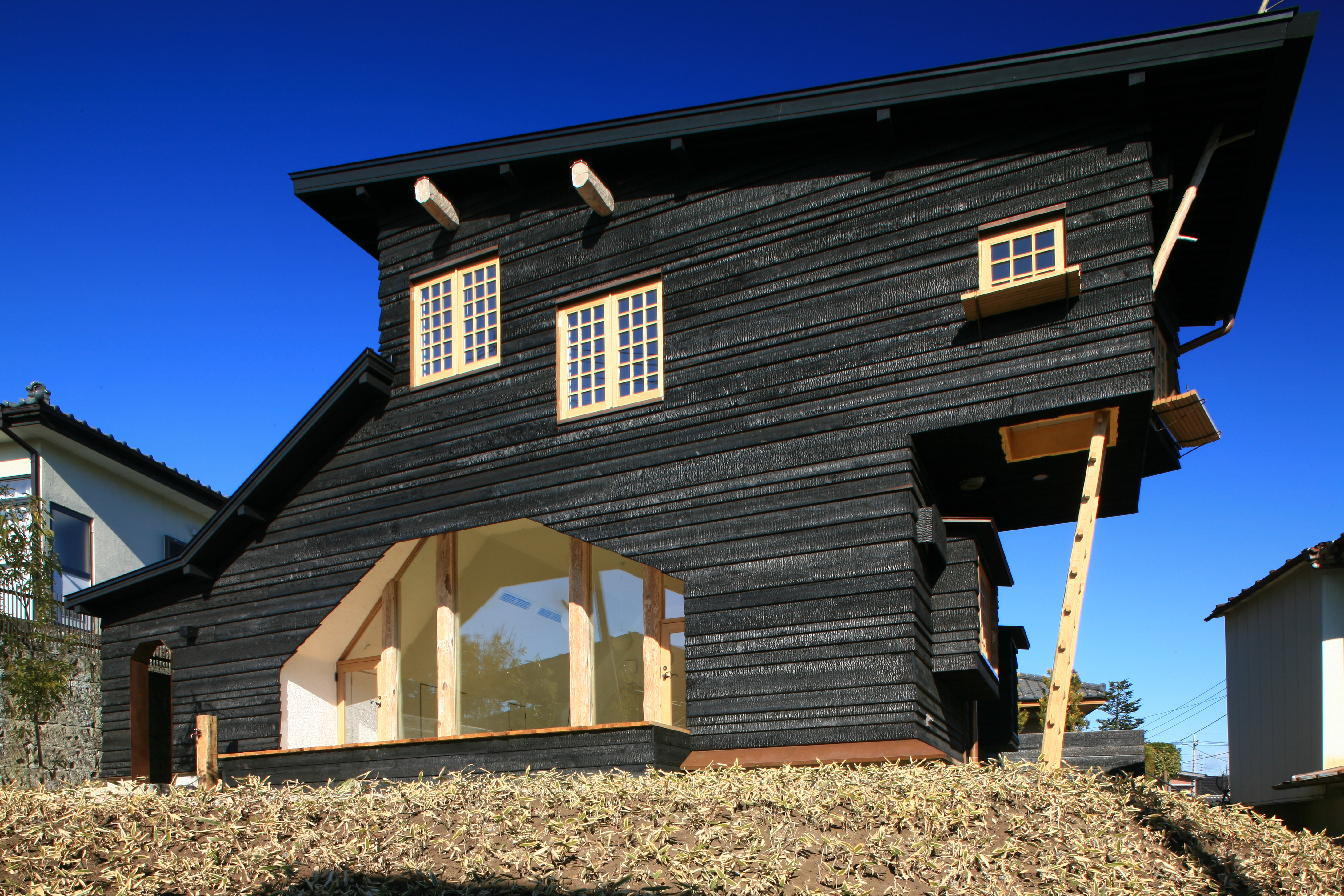
コールハウス
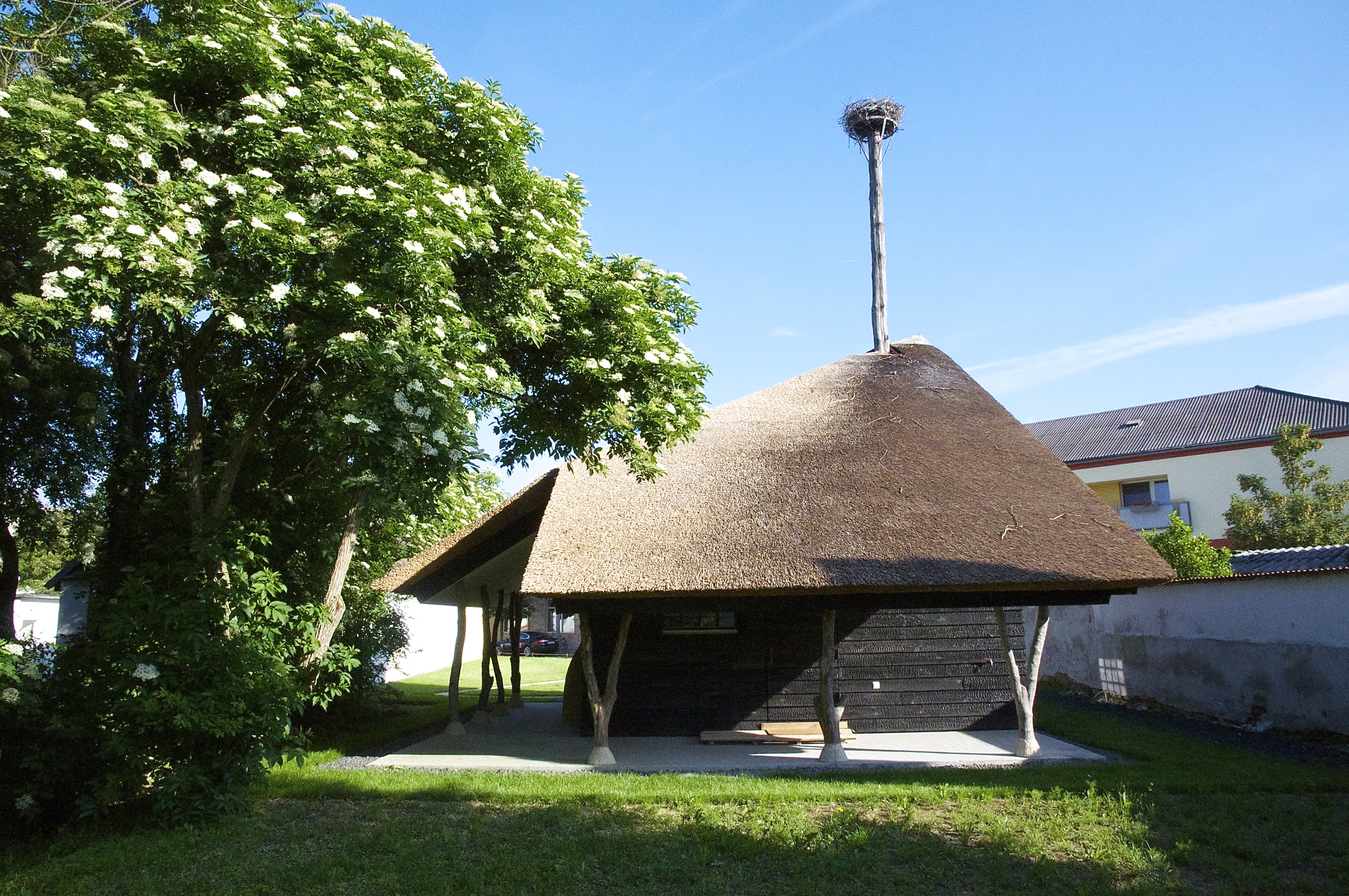
鸛庵
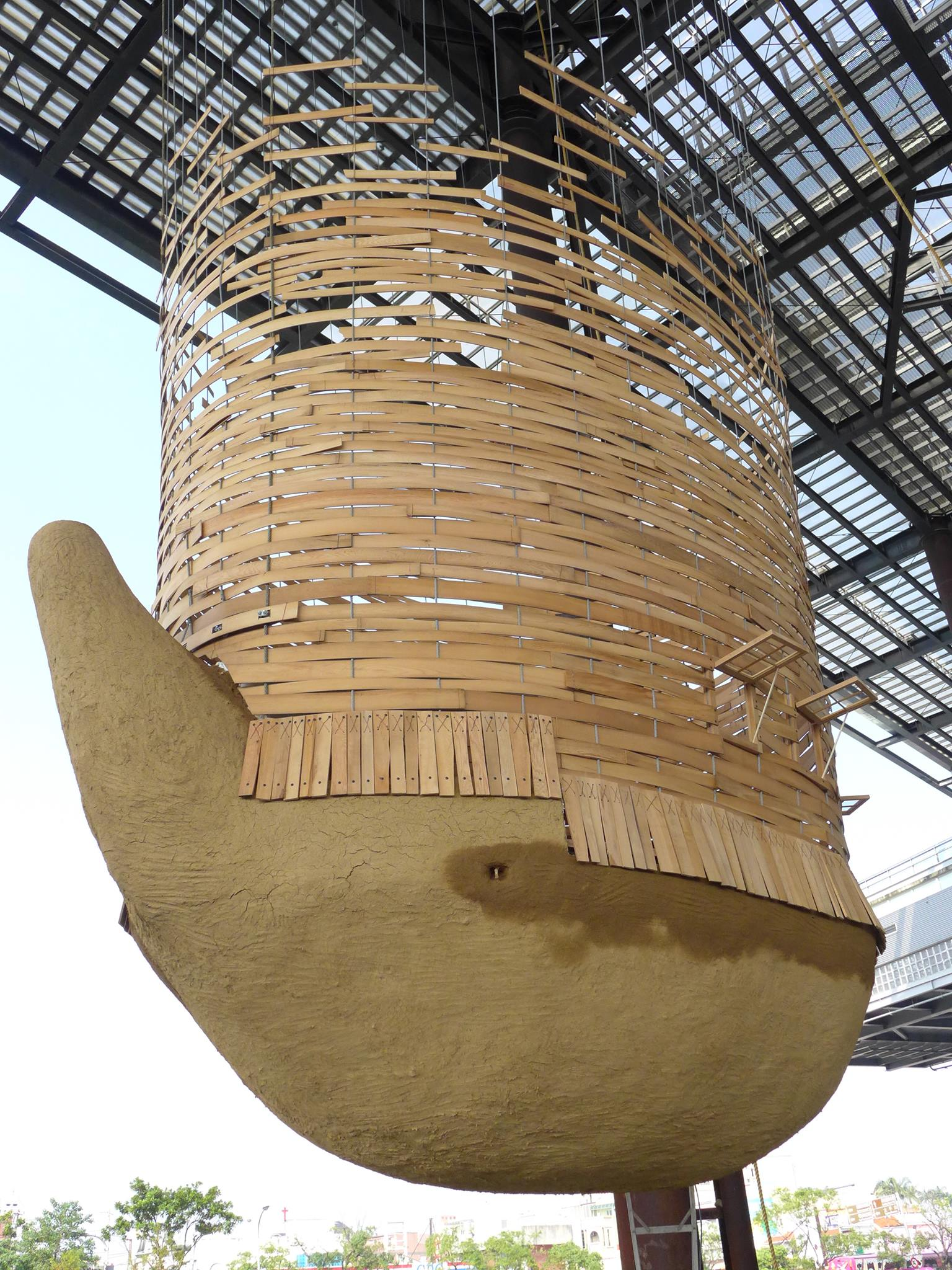
老懂軒
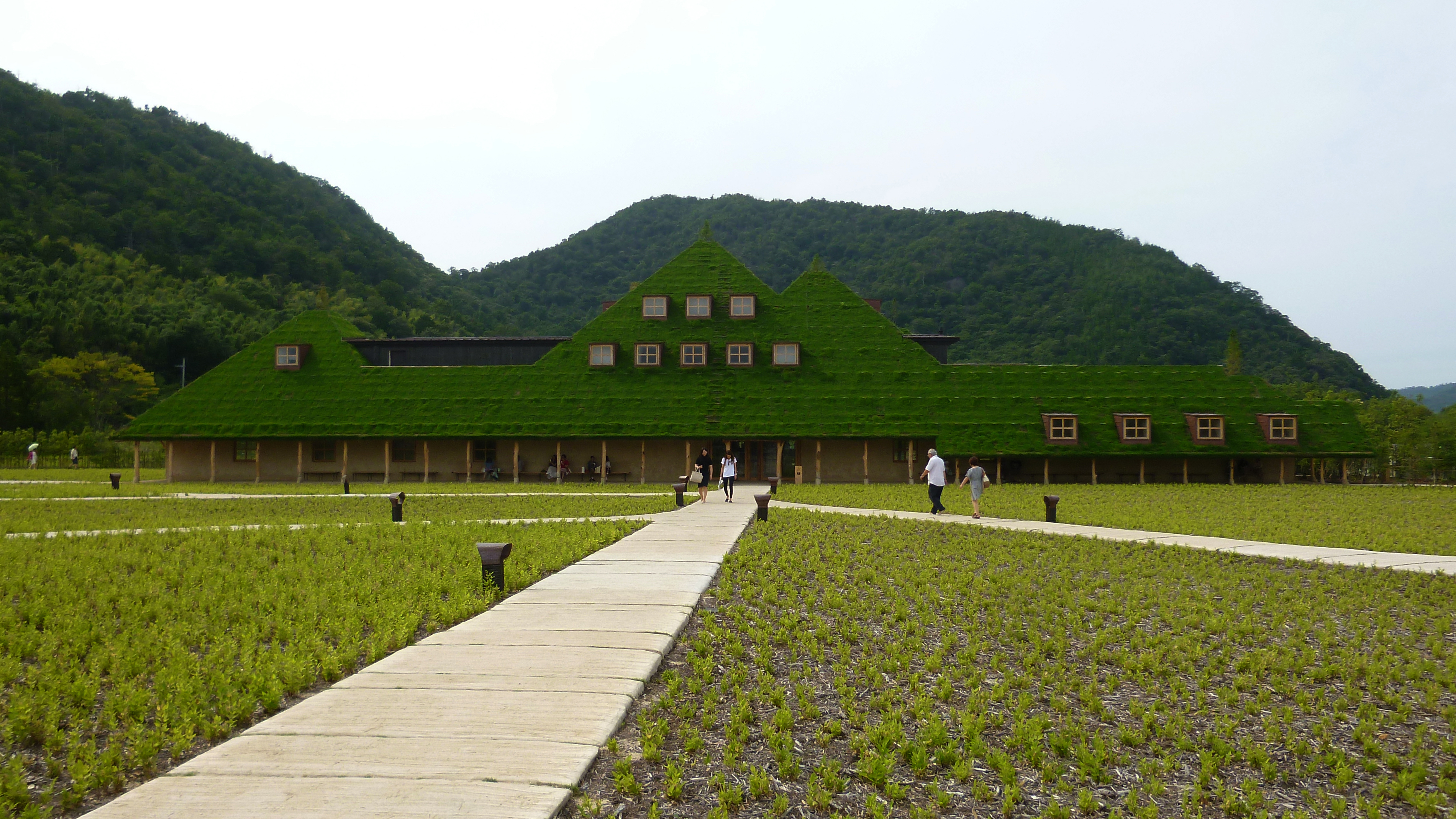
草屋根
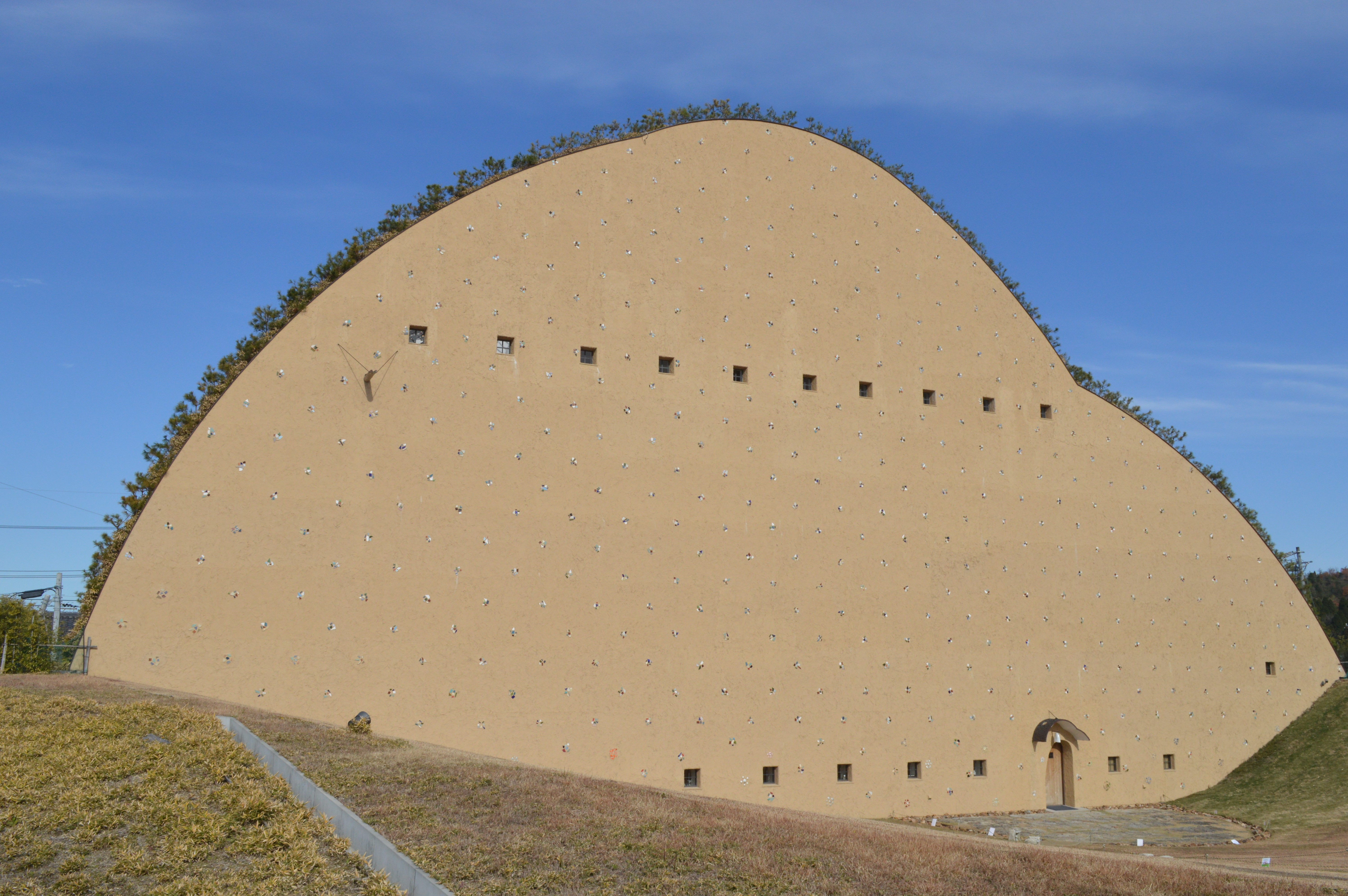
多治見市モザイクタイルミュージアム
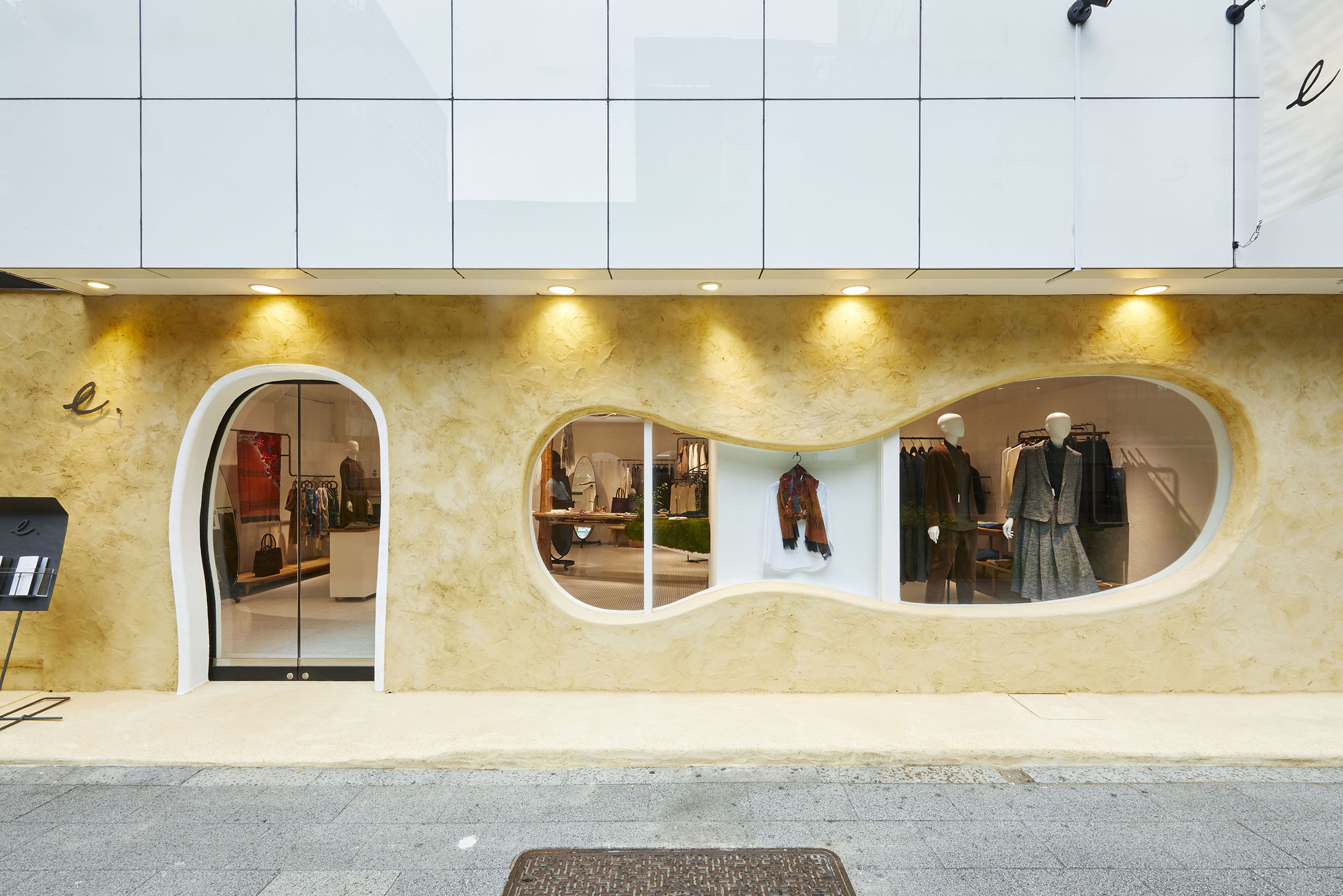
e.(イードット)本店